# Roca (cognom)
El cognom Roca és un cognom d'origen català, molt estès per tota la península ibèrica. El llinatge va passar a Mallorca, sent moltes les famílies que en aquestes regions van brillar, amb línies que van difondre el cognom per Espanya. És un cognom de llinatge nobiliari, un dels cognoms amb més títols nobiliaris.

## Història etimològica
D'origen vinculat a la Conquesta del País Valencià, compta amb moltes cases a Catalunya; el cognom Roca procedeix del nom comú roca (de pre-romà rocca)', el cognom es pot presentar amb altres variants com són Roquers o Rocas, sent formes en plural. Procedeix també dels nombrosos topònims homònims estesos pel principat.

### Anàlisi
El cognom Roca està molt estès per tota Catalunya i trobem sobretot en Celrà, Mont-ras, Igualada, Valls, El Catllar, Àger, Almatret, la Granja d'Escarp, etc. En altres llocs dels Països Catalans es troba principalment en Païs Valencià i Balears.
És un cognom molt nombrós ja que segons l'Institut d'Estadística de Catalunya, hi havia 12.914 persones amb Casals com a primer cognom el 2020, d'una població de 7.722.203, el que significa 1,68% de la població i a Espanya trobem unes 9.500 famílies que tenen el cognom.
|                   |         | Com a primer cognom | Com a primer cognom | Com a segon cognom | Com a segon cognom |
|                   | Posició | freqüència          | ‰                   | freqüència         | ‰                  |
| ----------------- | ------- | ------------------- | ------------------- | ------------------ | ------------------ |
| Alt Camp          | 27      | 126                 | 2,79                | 119                | 2,63               |
| Alt Empordà       | 60      | 176                 | 1,23                | 199                | 1,39               |
| Alt Penedès       | 61      | 211                 | 1,94                | 171                | 1,57               |
| Alt Urgell        | 16      | 61                  | 2,97                | 104                | 5,06               |
| Alta Ribagorça    | 170     | 4                   | 1,02                | 4                  | 1,02               |
| Anoia             | 52      | 223                 | 1,86                | 221                | 1,84               |
| Aran              | 311     | ..                  | :                   | 7                  | 0,69               |
| Bages             | 40      | 356                 | 2,00                | 393                | 2,20               |
| Baix Camp         | 48      | 337                 | 1,75                | 312                | 1,62               |
| Baix Ebre         | 67      | 174                 | 2,18                | 169                | 2,12               |
| Baix Empordà      | 63      | 193                 | 1,44                | 166                | 1,23               |
| Baix Llobregat    | 82      | 1.019               | 1,24                | 933                | 1,13               |
| Baix Penedès      | 123     | 92                  | 0,88                | 87                 | 0,83               |
| Barcelonès        | 61      | 2.931               | 1,28                | 2.960              | 1,29               |
| Berguedà          | 40      | 123                 | 3,10                | 108                | 2,72               |
| Cerdanya          | 50      | 31                  | 1,70                | 42                 | 2,31               |
| Conca de Barberà  | 13      | 116                 | 5,74                | 93                 | 4,60               |
| Garraf            | 52      | 265                 | 1,75                | 191                | 1,26               |
| Garrigues         | 50      | 54                  | 2,80                | 48                 | 2,48               |
| Garrotxa          | 20      | 256                 | 4,42                | 241                | 4,16               |
| Gironès           | 38      | 432                 | 2,23                | 395                | 2,04               |
| Maresme           | 38      | 899                 | 1,99                | 878                | 1,95               |
| Moianès           | 18      | 77                  | 5,69                | 61                 | 4,51               |
| Montsià           | 66      | 138                 | 2,01                | 140                | 2,04               |
| Noguera           | 39      | 79                  | 2,02                | 93                 | 2,38               |
| Osona             | 23      | 662                 | 4,14                | 625                | 3,91               |
| Pallars Jussà     | 9       | 72                  | 5,47                | 74                 | 5,63               |
| Pallars Sobirà    | 18      | 29                  | 4,14                | 25                 | 3,57               |
| Pla d'Urgell      | 23      | 124                 | 3,25                | 120                | 3,14               |
| Pla de l'Estany   | 32      | 103                 | 3,19                | 89                 | 2,76               |
| Priorat           | 106     | 20                  | 2,12                | 10                 | 1,06               |
| Ribera d'Ebre     | 60      | 52                  | 2,30                | 40                 | 1,77               |
| Ripollès          | 28      | 99                  | 3,93                | 75                 | 2,98               |
| Segarra           | 50      | 32                  | 1,38                | 46                 | 1,98               |
| Segrià            | 26      | 476                 | 2,26                | 478                | 2,27               |
| Selva             | 34      | 385                 | 2,23                | 357                | 2,07               |
| Solsonès          | 69      | 29                  | 2,14                | 29                 | 2,14               |
| Tarragonès        | 60      | 382                 | 1,46                | 331                | 1,26               |
| Terra Alta        | 123     | 27                  | 2,32                | 6                  | 0,52               |
| Urgell            | 25      | 110                 | 2,99                | 115                | 3,13               |
| Vallès Occidental | 66      | 1.277               | 1,38                | 1.358              | 1,47               |
| Vallès Oriental   | 49      | 660                 | 1,62                | 737                | 1,80               |
| Total             | 48      | 12.914              | 1,68                | 12.650             | 1,64               |
| Font: Idescat     |         |                     |                     |                    |                    |

## Història
El cognom ja apareix en la Conquesta de València pel Rei Jaume el Conqueridor, l'any 1238, ja que entre els cavallers catalans que van formar part de l'exèrcit cristià van destacar Guillem i Pere Roca. Els Roca es van establir a València, amb cases a Sant Mateu (1237), Xàtiva (1248), Onda (1256), València (1306), etc.
Ens les proporciona un cronista tan autoritzat com és Jaime Febrer, que parla als seus "trovas" de Guillem Roca i de Pere Roca. Del primer, diu: "Guardava el castell de Montesa aquest valerós soldat de fortuna, natural de França, i quan el rei de Castella vingué amb un gran exèrcit a conquerir-lo, la vigilància de Guillem Roca va saber aguantar els atacs del Rei, obligant-lo a aixecar "làssetge", des de llavors va ser nomenat amb el sobrenom de Roca el de Montesa ".
Del segon Roca ens diu: "Pere Roca manava la gent de Carlada, a Catalunya, quan es va ajuntar a Oriola (Alacant), l'exèrcit del rei, i va passar a Múrcia contra els rebels al senyor Alfonso. Estant a Caudete, li va tallar de revés el gargero a un moro de Fes, la qual cosa va causar particular alegria al rei don Pedro ".
Diverses van ser les cases nobles catalanes fundades pels Roca, figurant entre elles: Una que va estblir-se en la vila de Camprodon, del partit judicial de Puigcerdà i província de Girona, (reconeixia per tronc i progenitor a Bernat Roca que va obtenir privilegi de noblesa per mercè del rei don Pere IV d'Aragó l'any 1360); una altra a la ciutat de Figueres, de la mateixa província; una altra a la vila de Castelló d'Empúries, del partit judicial de Figueres; una altra al lloc de Fortià, que també pertany al partit judicial de Figueres; una altra al lloc de Pujals dels Cavallers, de l'ajuntament de Cornellà del Terri i partit judicial de Girona, i una altra a Villafranca del Penedès, vila de la província de Barcelona.
Els Roca valencians descendeixen dels cavallers catalans del mateix cognom que van assistir a la conquesta del País Valencià i també a la de Xàtiva, on van quedar heretats i van ser, al llarg dels anys, senyors de Beniarjó a la Conca de Gandia.
A València van tenir l'ofici de jurats, Esteban Roca, a 1315; Guillen Roca, a 1324, i Domingo Roca, el 1359. Quan el rei don Martín, pels anys 1391, va tractar de combatre els rebels de Sicília i va demanar consell a la ciutat de València sobre el probable èxit de la jornada, va ser mossèn Pere Roca un dels cridats a respondre-li amb consell madur. I entre els més il·lustres capitans que va tenir en les seves armades Alfons V d'Aragó, figurava Joan Roca.
Va provar la seva noblesa en les Ordres de Sant Jaume (1629 i 1631), Ordres d'Alcántara (1817), Ordres de Montesa (1556, 1588, 1649, 1668, 1756, 1767, 1784), Ordres de Carles III (1817) i Ordres de Sant Joan de Jerusalem (1746, 1766, 1772 i 1783), a la Reial Cancelleria de Valladolid (1774, 1804, 1805 i 1829) i Reial Companyia de Guàrdies Marines (1767 i 1775).
També van passar a Mallorca, i ja el 1343, Ramon Roca, cavaller mallorquí, va ajudar a Pere IV d'Aragó en les seves lluites contra Jaume III de Mallorca.
A Catalunya hi va haver varies antigues i nobles cases del cognom Roca a Camprodon, Figueres, Castelló d'Empúries, Fortià, Barcelona, Vilafranca del Penedés, etc. De Camprodon (Girona) va ser Bernat Roca, que va obtenir privilegi de noblesa del Rei Pere IV d'Aragó, el 1360.
El "nobiliari del Reial Cos de la Noblesa de Catalunya" cita, entre d'altres Roca, a: Felip Roca, Cavaller del Principat, assistent a les Corts Catalanes de 1599; Pacià Roca, notari reial, Ciutadà Honrat de Barcelona (1626); Josep Roca i Corder, Cavaller del Principat (1619), assistent a les Corts Catalanes de 1626, i a Joaquim de Roca i Batlle, Cavaller del Principat (1795), Senyor de Marmellar.

## Noblesa i Títols Nobiliaris
- Baró de la Roca: Títol creat l'any 1.467 per Joan II d'Aragó atorgat a Martí Joan de Torreles.[5]
- Comtat de la Roca: Concedit per Felip IV d'Espanya («el Gran» o «el Rei Planeta») el 1.628.[6][7]
- Duc de la Roca: Concedit per Carles IV el 24 de març de 1793 a Vicente Maria Vera d'Aragó i Enric de Navarra, Capità General dels Exèrcits (a aquest títol nobiliari Carles III li va atorgar la Grandesa d'Espanya el 1769).
- Marquès de la Roca: Concedit a Antonio Oriol de Montagur, regidor de Tortosa, el 27 d'abril de 1790 pel rei Carles IV.
- Felip Roca, Cavaller del Principat, assistent a les Corts Catalanes de 1599.
- Josep Roca i Corder, Cavaller del Principat (1619), assistent a les Corts Catalanes de 1626.
- Joaquim Roca i Batlle, Cavaller del Principat (1795), Baró de Marmellar.
- Pacià Roca, notari reial, Ciutadà Honrat de Barcelona (1626).